# Campaniile cazacilor în Moldova (1594–1595)
Campaniile cazacilor în Moldova din anii 1594–1595 au inclus o serie (7 la număr) de incursiuni militare ale cazacilor zaporojeni în Principatul Moldovei și Podolia, aflate sub suzeranitate otomană. Au fost indirect legate de războiul austro-turc din 1592-1606 și de campania Ligii Sfinte.
În cadrul campaniilor din Moldova, cazacii au acționat pentru prima dată ca subiect independent al relațiilor politice-militare internaționale.

## Context
Desfășurarea și coordonarea acțiunilor militare ale cazacilor au avut loc datorită contactelor diplomatice active ale cazacilor, astfel în iulie 1594, aceștia au semnat un acord cu habsburgii prin ambasadorul împăratului Rudolf al II-lea. Mai târziu, ambasada cazacilor, condusă de Saska și Nichipor, a vizitat Praga. Allessandro di Comolo, un reprezentant al Statului Papal, a negociat și el cu cazacii. Nobilimea căzăcească în același timp întreținea relații și cu domnitorii Principatului Moldovei, Munteniei și Transilvaniei.

## Campaniile
La sfârșitul anului 1593 și începutul anului 1594, armata cazacilor sub conducerea lui Grigore Lobodă a jefuit Orheiul.
În aprilie 1594, același Grigore Lobodă a efectuat o incursiune împotriva Cetății Albe.
În iunie 1594, Severin Nalîvaiko a atacat și distrus fortăreața turcească de la Parcani, pe malul stâng al Nistrului.
În august al aceluiași an, forțele lui Nalîvaiko au adus daune cetății de la Bender, dar a fost învins în următoarea bătălie de armata comună moldo-turcă.
În octombrie-noiembrie 1594, armata căzăcească combinată a lui Lobodă, Nalîvaiko și Ian Orșovski, în număr de până la 12.000, a ocupat Moldova după mai multe victorii, inclusiv și Iașiul. Drept urmare, domnitorul Aron Vodă s-a alăturat coaliției anti-turce, fiind convins și de Mihai Viteazul.
În februarie-mai 1595, armatele lui Lobodă și Nalîvaiko împreună cu unități moldovenești, muntenești și ardelene au luptat împotriva turcilor la Dunărea de Jos și în Transnistria, unde au luat parte la asediile cetăților Bender, Ismail, Brăila, Isaccea și altele.
În iunie-septembrie 1595, un detașament al lui Nalîvaiko a luptat împotriva turcilor din Ungaria.
Seria de campanii moldovenești s-au încheiat după intervenția polonezilor. Trupele poloneze au ocupat Moldova, au făcut pace cu turcii și au blocat calea cazacilor către teatrul de operațiuni. Doar unele detașamente ale cazacilor au continuat să lupte în campaniile domitorului Mihai Viteazul.